# Ко (кхмерская буква)
Ко — третья буква кхмерского алфавита.
В сингальском пали соответствует букве гаянна, в бирманском пали соответствует букве гангэ, в тайском пали — кхокхуай (буйвол). 

## Аккхаравитхи (грамматика)
- Ке — местоимение 3-го лица любого пола и числа.